# HD 160720
HD 160720，又名CP-57 8703，SAO 244989、HR 6586，是一颗恒星，视星等为6.01，位于銀經334.99，銀緯-14.37，其B1900.0坐标为赤經17h 36m 19s，赤緯-57° -14.37′ 53″。